# Vilarmaior
Vilarmaior là một đô thị của Ferrolterra phía tây bắc Tây Ban Nha ở tỉnh A Coruña trong cộng đồng tự trị của Galicia.

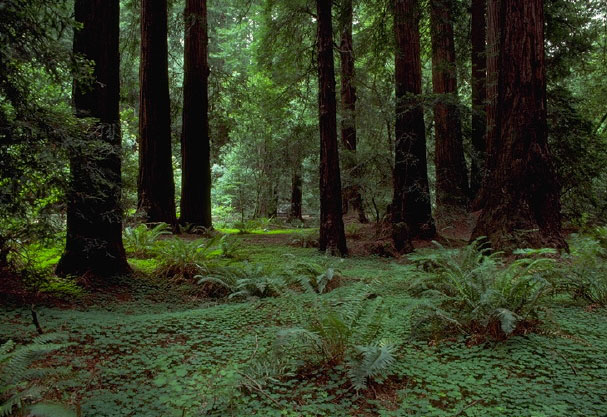
The "Fragas" of the River Eume National Park is a typical Atlantic Forest

## Liên kết ngoài

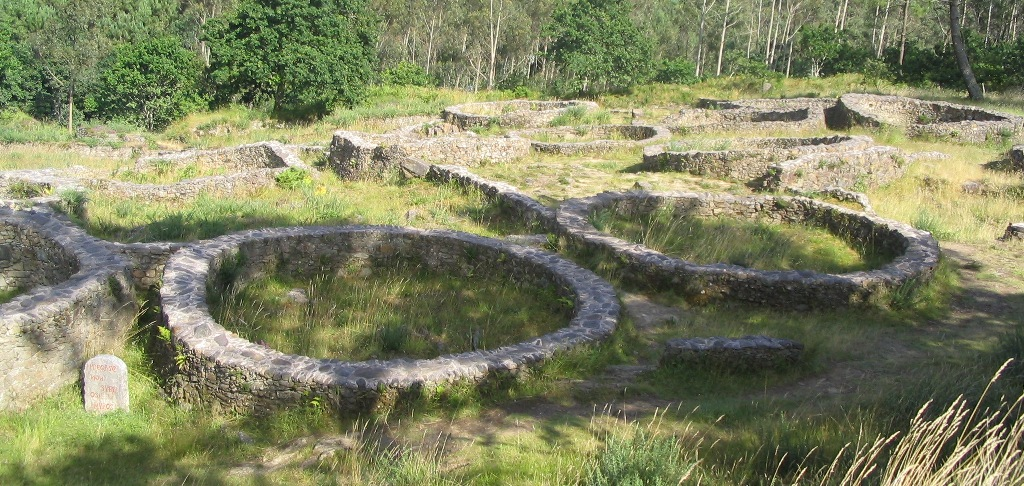
This are the type of vestiges to be found in Vilarmaior